# Yacuanquer
Yacuanquer là một khu tự quản thuộc tỉnh Nariño, Colombia. Thủ phủ của khu tự quản Yacuanquer đóng tại Yacuanquer Khu tự quản Yacuanquer có diện tích 178 ki lô mét vuông. Đến thời điểm ngày 28 tháng 5 năm 2005, khu tự quản Yacuanquer có dân số 7819 người.